# Coniacien
Stratigraphie
Turonien Santonien
Le Coniacien est le troisième étage géologique du Crétacé supérieur. On le situe entre 89,8 ± 0,3 Ma et 85,7 ± 0,2 Ma, après le Turonien et avant le Santonien.

## Stratotype
Le Coniacien a été défini en 1857 par Henri Coquand, d'après Cognac (Coniacum), ville française de Charente.
Sa base correspond à l'apparition du bivalve Cremnoceramus rotundatus Tröger = Cremnoceramus deformis erectus (Meek), son sommet à celle de Cladoceramus undulatoplicatus (Roemer).

## Quelques affleurements

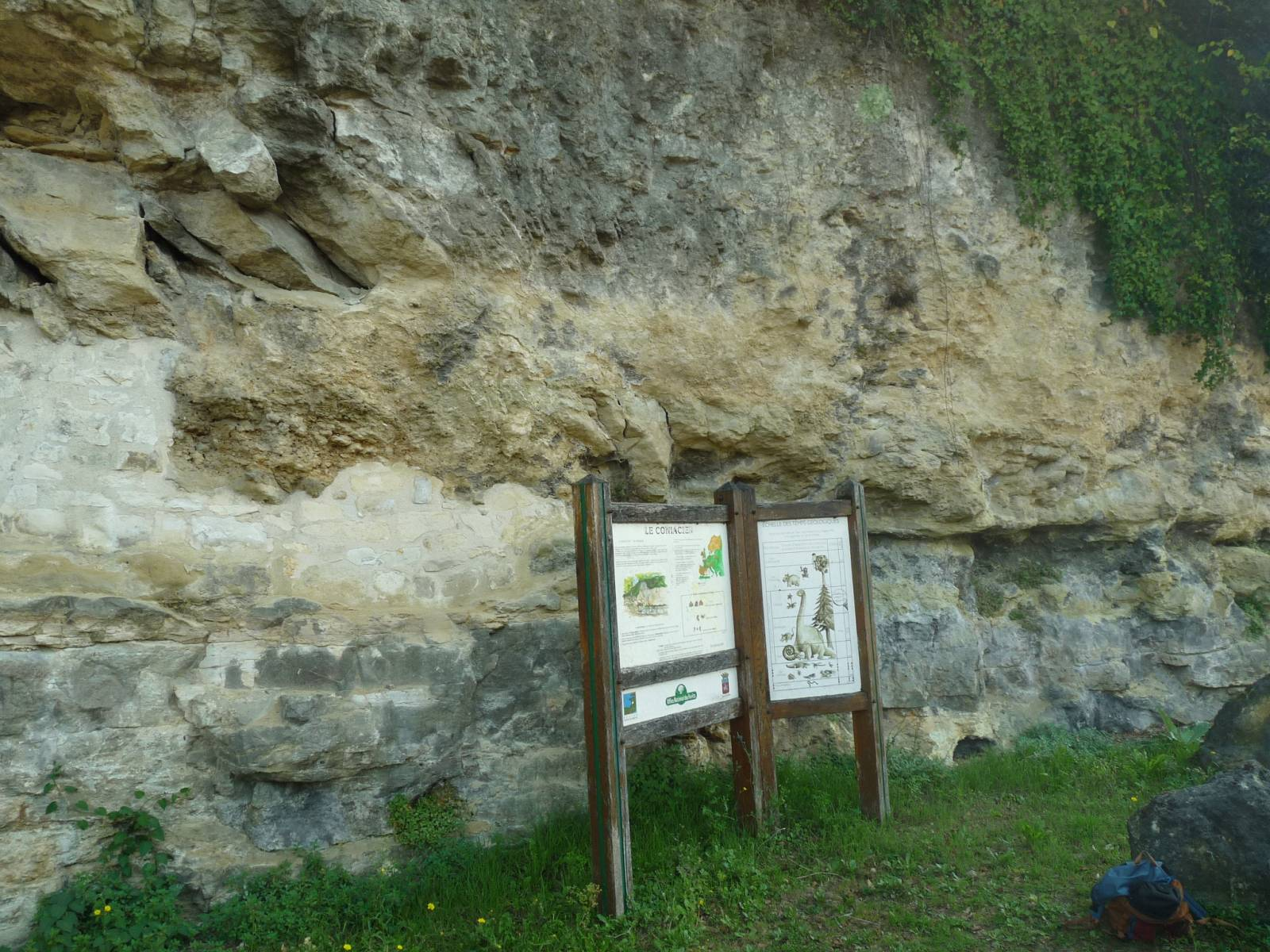
Falaise de Coniacien à Cognac.
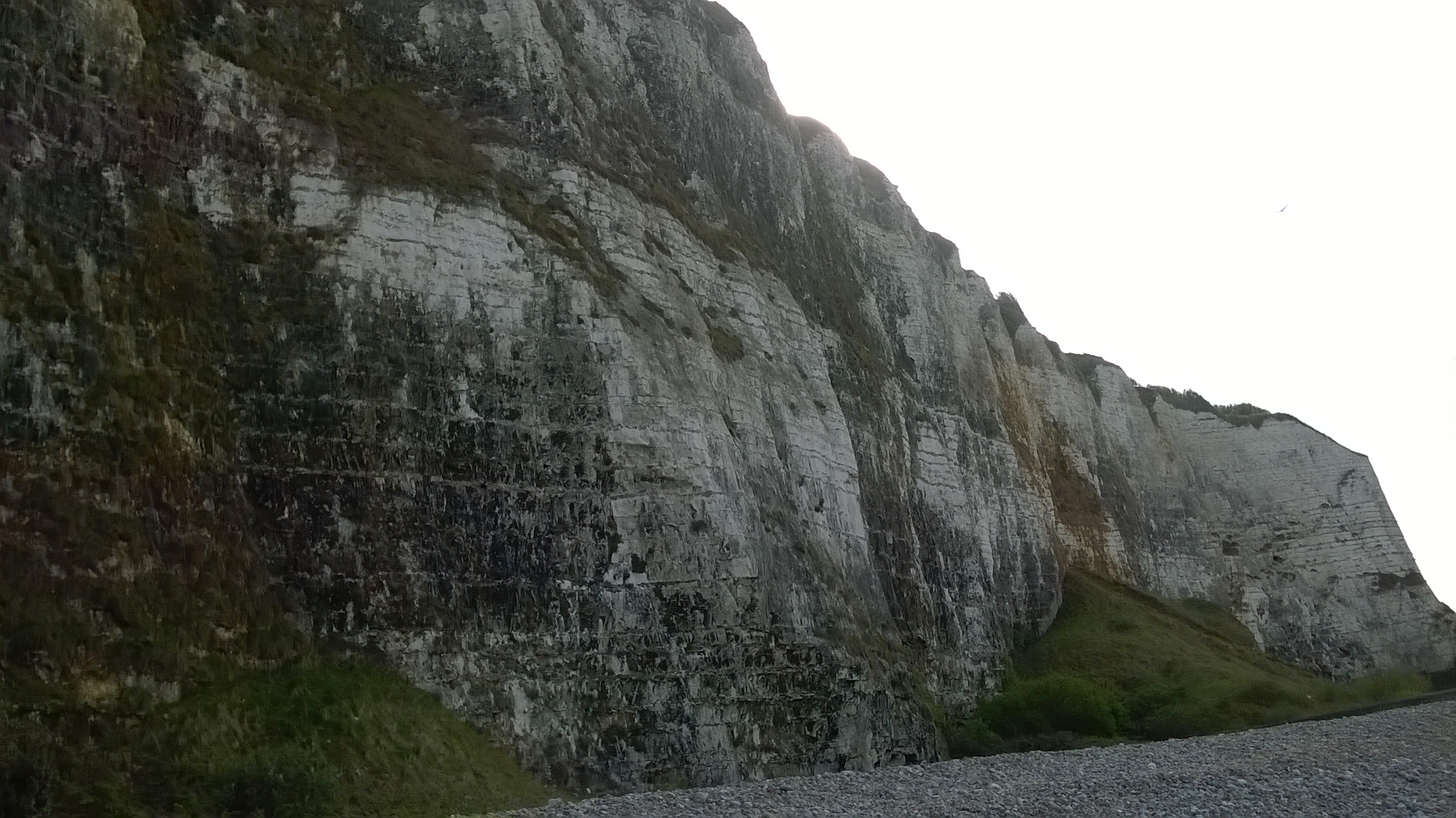
Moitié inférieure de la falaise de Saint-Valery-en-Caux.

## Faune
- Futalognkosaurus, un Titanosauridae vivant à cette époque.
- Araripichthys, un genre de poisson à nageoires rayonnées ayant vécu à cette époque.